# Alexandru Averescu
Alexandru Constantin Averescu, romunski maršal in državnik, * 9. marec 1859, Besarabija, † 3. oktober 1938, Bukarešta.

## Življenjepis
Averescu je bil eden najvišjih vojaških poveljnikov v Romuniji med prvo svetovno vojno. 
Bil je tudi predsednik Narodne stranke, na čelu katere je dvakrat postal tudi predsednik vlade (1920–1921 in 1926).